# 伊藤公一 (経営者)
伊藤 公一（いとう こういち、1940年11月8日 - ）は、日本の経営者。国際的投資家。有限会社伊藤アソシエーツ代表取締役。株式会社イトゥビル取締役会長。既婚、2男あり。

## 経歴・人物
1940年生まれ。1954年、甲南中学校を中退して渡米。1963年、イェール大学数学科卒業。1964年、日本電気に入社。退職後、1970年、アメリカ・株式会社レイケムに入社。1975年、同社代表取締役。1986年、有限会社伊藤アソシエーツ（日米間企業のコンサルタント業務会社）を設立し、代表取締役に就任。1994年、米国投資信託アメリカン・ファンズ取締役、2010年、取締役会会長に就任。2002年、株式会社イトゥビル取締役会長、現在に至る。
株式会社イトゥビルは代表者が2人いて、1人は取締役会長の公一、1人は取締役社長の伊藤勲 。
エール大学の入学志望者の面接官。グルー・バンクロフト基金評議員・面接官。一般社団法人KIP知日派国際人育成プログラム理事。

## 親族
初代伊藤忠兵衛の玄孫。初代伊藤忠兵衛の娘婿伊藤忠次郎を初代とする伊藤忠次郎家4代目当代。父方の祖父は伊藤忠商事社長伊藤竹之助。父は伊藤忠商事会長伊藤英吉。母は加納久朗の次女英子（1921年 - 2005年9月20日）。妻は三菱製紙会長加藤武彦（1908年 - 2002年）の長女尚子。慶應義塾長で物理学者の伊藤公平は子。伊藤順吉は叔父。伊藤建夫、伊藤正はいとこ。金融界のピーターこと伊藤武は弟。ロンドン在住の作家・歴史家の伊藤恵子は妹。
妹・伊藤恵子の2015年の英語の小説"My Shanghai, 1942-1946 A NOVEL"にKishimoto夫妻の長男Kazuとして登場し、表紙写真には幼い公一が父英吉母英子と写っている。